# Renfe série 270
La série 270 de la Renfe (originellement dénommée série 7000) est une série de locomotives électriques construites en 12 unités à partir de 1928 pour la Compagnie du Nord. La partie électrique a été réalisée par la société suisse Oerlikon et la construction mécanique par la société Euskalduna.
La locomotive 7001 est conservée au Museu del ferrocarril de Vilanova i la Geltrú.